# Tengellidae
Tengellidae é uma família de aranhas que inclui 8 géneros e cerca de 30 espécies.

## Sistemática
- Anachemmis Chamberlin, 1919 (EUA, México; 5 espécies)
- Calamistrula Dahl, 1901 (Madagáscar; 1 espécie)
- Lauricius Simon, 1888 (EUA, México; 2 espécies)
- Liocranoides Keyserling, 1881 (EUA; 5 espécies)
- Socalchemmis Platnick & Ubick, 2001 (EUA, México; 17 espécies)
- Tengella Dahl, 1901 (América do Sul, Costa Rica, México; 3 espécies)
- Titiotus Simon, 1897 (Brasil, EUA; 3 espécies)
- Haurokoa Koçak & Kemal, 2008 (Nova Zelândia; 1 espécie)